# Hecastocleis
Hecastocleis é um género botânico pertencente à família Asteraceae.